# Stollgraben
Der Stollgraben, im Unterlauf (Straßberger) Flösse, veraltet oberer Rödelbachgraben und fälschlich auch als Rieschengraben bzw. Röschengraben bezeichnet, ist ein alter Kunstgraben in Straßberg und Teil des Unterharzer Teich- und Grabensystems in der Montanregion Harz.

## Beschreibung
Aus dem Jahr 1610 datiert die erste urkundliche Erwähnung im Straßberger Grundbuch als oberer Rödelbachgraben mit Dorfrösche (heute Stadtweger Rösche). Das Jahr der Errichtung ist nicht bekannt, dürfte aber nicht viel vor dem Jahr 1610 anzusetzen sein.
Der Anfang des Stollgrabens liegt am Frankenteich, wobei ein Teil des Wassers von der Talsperre Kiliansteich, ursprünglich vom unteren Kiliansteich, zugeführt wird. Der Graben folgt nun als höhenlinienparalleler Hanggraben der 415-m-Höhenlinie. Kurz bevor er nördlich etwas oberhalb am Maliniusteich vorbeifließt, wird am Fuße des Großen Heiligenbergs der Bach vom Kohlberg gekreuzt. Hinter dem Maliniusteich nähert sich der Stollgraben dem Rödelbach bis auf knapp 50 Meter, fließt dann aber der Höhenlinie folgend etwas weiter östlich, bis zum Eintritt in die Stadtweger Rösche. Nach 800 Metern endet die Rösche und der Graben läuft oberirdisch weiter.
Ab dem Mundloch der Stadtweger Rösche wird der Graben Straßberger Flösse genannt. Kurz unterhalb der Stadtweger Rösche zweigte ab etwa 1693 (Wiederaufnahme des Bergbaus im Straßberger Raum) der Glasebacher Zuführgraben ab, der Wasser aus dem Stollgraben ins Glasebachtal zur Radkammer der Grube Glasebach führte. Das restliche Wasser floss über den erhaltenen Wasserlauf weiter in den Ort Straßberg, wo es als Aufschlagwasser für Straßberger Pochwerke genutzt wurde. Wasser konnte auch über einen Hanggraben (heute oberster Poetenweg) zum Seigerschacht der Grube Neuhaus-Stolberg am Wickenhöfen geleitet werden.

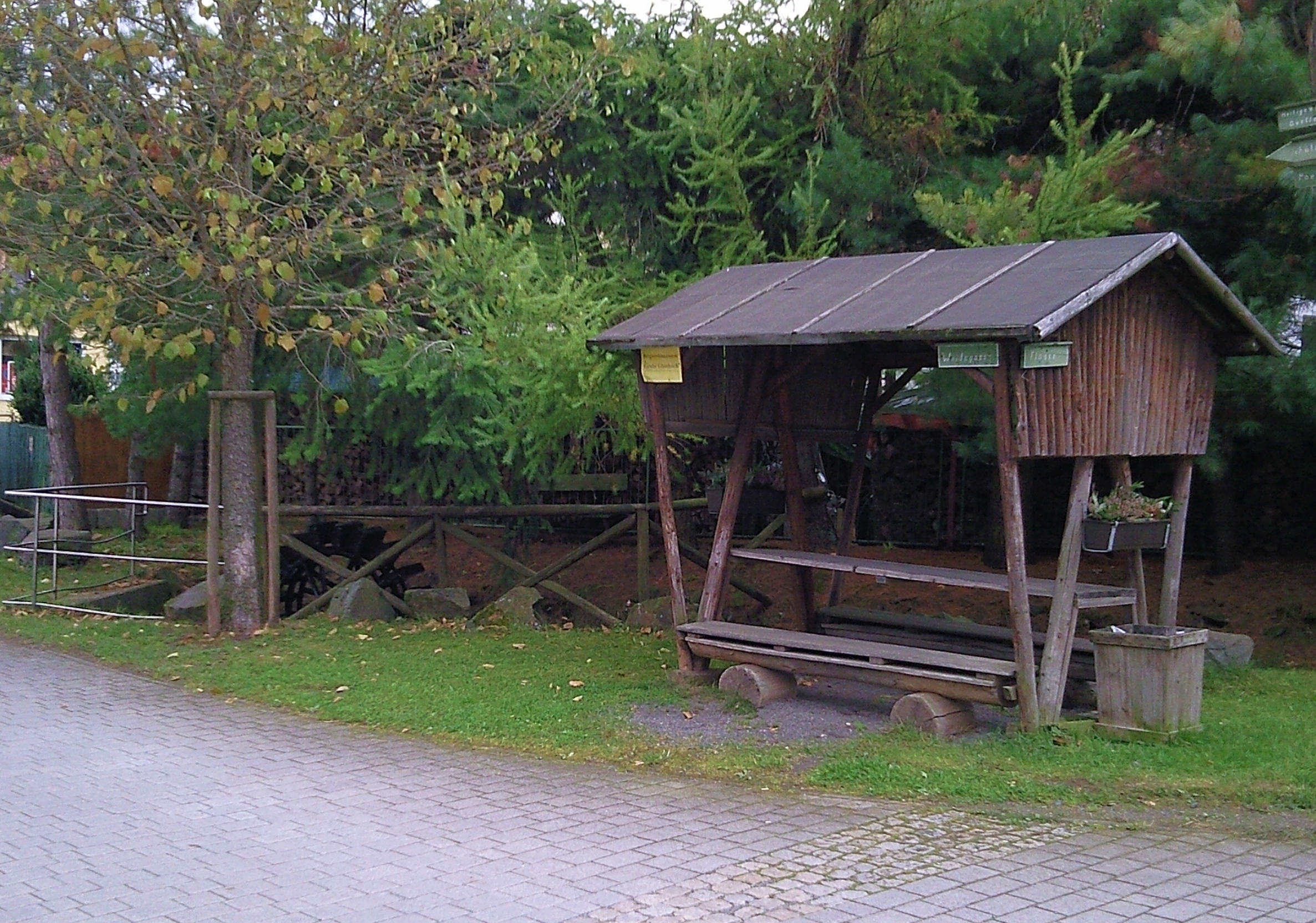
Rastplatz an der Flösse

Der Graben führt von hier aus mit deutlich größerem Gefälle als vor dem Eintritt in die Rösche weiter, vielfach über Privatgrundstücke.
Am Fuße des Flößbergs ist an der Flösse ein kleiner Rastplatz angelegt, an dem ein kleines unterschlächtiges Wasserrad aufgebaut ist. Mangels Bergbautanne oder Hinweisschild ist der Grund für das Wasserrad nicht klar. Der Lageskizze der Wasserwirtschaftsanlagen im Straßberge Revier (nach einer Krause 1987) nach ist dies aber wahrscheinlich der Standort eines ehemaligen Kunstschachtes. Etwa in diesem Bereich mündete um 1750 noch ein weiterer Graben hier in den Stollgraben. Dieser Graben zweigte kurz hinter dem Treuen Nachbarteich vom Glasebach ab und schnitt zwei von dessen natürlichen Zuflüssen an der Quelle an.
Einige Hundert Meter später mündet die Flösse nach dem Passieren des Kochsbergs auf einer Höhe von etwa 405 m, an Fließkilometer 56,0, rechtsseitig in die Selke.
Bei der Sanierung der Kiliansteiche und der damit einhergehenden Entstehung der Talsperre Kiliansteich wurde der Erhalt des Grabens durch eine ständige Wasserabgabe von 4 l/s sichergestellt.